# Corydalis gorinensis
Corydalis gorinensis là một loài thực vật có hoa trong họ Anh túc. Loài này được V.M.Van mô tả khoa học đầu tiên năm 1984.